# Silas Griffis
Temple de la renommée : 1950
Silas Seth Griffis (né le 22 septembre 1883 à Onaga au Kansas, aux États-Unis, mort le 9 juillet 1950 à Vancouver au Canada) est un sportif américain multidisciplinaire. Il est principalement connu pour ses qualités de joueur de hockey sur glace,. Il joue pour les Thistles de Kenora avec qui il remporte la Coupe Stanley en 1907. Par la suite, il devient professionnel et mène les Millionnaires de Vancouver au titre en 1915 en tant que capitaine. Il arrête sa carrière en 1919.
Plus tard, Griffis excelle en tant que golfeur et lanceur au baseball. Il est intronisé au Temple de la renommée du hockey en juillet 1950. Deux semaines plus tard, il meurt à Vancouver.

## Biographie
Griffis est né le 22 septembre 1883 dans la ville d'Onaga au Kansas, aux États-Unis, mais grandit dans la petite ville de Rat Portage en Ontario au Canada. Il fait ses débuts dans le hockey organisé en jouant avec Tom Phillips au sein de l'équipe locale des Thistles de Rat Portage.
Au début de mars 1903, les Thistles lancent un défi aux champions en titre de la Coupe Stanley, le club de hockey d'Ottawa de la Ligue canadienne de hockey amateur. Mais les deux matchs tournent facilement à l'avantage des joueurs de l'Ontario avec des victoires 6-2 et 4-2. Au début de la saison 1905-1906 de la Manitoba Hockey League, l'équipe encaisse trois buts par le jeune Frederick Taylor de l'équipe de Portage la Prairie. À la fin du match, Griffis et son capitaine, Phillips, proposent au jeun Taylor de jouer avec eux pour défier une nouvelle fois les joueurs d'Ottawa pour la Coupe Stanley. Taylor ne rejoint finalement pas l'équipe et malgré une victoire des joueurs de Kenora 9-3 lors du premier match, les champions des Silver Seven conservent leur titre avec deux victoires 4-2 et 5-4.
Au début de janvier 1907, la Coupe Stanley est détenue par les Wanderers de Montréal de l''Eastern Canada Amateur Hockey Association (ECAHA). Les Thistles lancent un défi aux champions et le premier match, joué le 17, tourne à l'avantage des joueurs de la petite ville 4-2. Le second match est également un succès pour Kenora sur le score de 8-2. Le capitaine de l'équipe, Phillips, inscrit 7 des 12 buts de son équipe à lui tout seul. La ville devient la plus petite ville à remporter la Coupe Stanley, 6 000 personnes, et également la dernière équipe amateur à le faire.
Les 16 et 18 mars, les joueurs de Kenora conservent leur titre contre les Wheat Cities de Brandon en finale de la Manitoba Professional Hockey League avec deux victoires 8-6 et 4-1 puis rencontrent les Wanderers cinq jours plus tard, sur une patinoire de Winnipeg. Malgré le renfort de joueurs habituels d'Ottawa, les Wanderers s'imposent 12 buts à 8 au total,. Griffis décide alors de mettre fin à sa carrière. Alors que les habitants de Kenora lui proposent de lui construire une maison dans leur ville, il décide de partir pour Vancouver.
Griffis revient au hockey sur glace en 1912 avec les Millionnaires de Vancouver de l'Association de hockey de la Côte du Pacifique pour la saison 1912 en compagnie de Tom Phillips mais également d'Édouard Lalonde. Lors du premier match de l'équipe dans la nouvelle PCHA, Griffis joue les 60 minutes de la partie pour 3 buts et 2 aides sur les 8 buts inscrits par son équipe contre les Royals de New Westminster. Griffis est le capitaine des Millionnaires qui s'imposent en finale de la Coupe Stanley 1918 même s'il ne peut pas jouer en raison d'une jambe cassée.

## Statistiques
| Saison    | Équipe                     | Ligue         |    | Saison régulière | Saison régulière | Saison régulière | Saison régulière | Saison régulière |   | Séries éliminatoires | Séries éliminatoires | Séries éliminatoires | Séries éliminatoires | Séries éliminatoires |
| Saison    | Équipe                     | Ligue         | PJ | B                | A                | Pts              | Pun              | PJ               | B | A                    | Pts                  | Pun                  |                      |                      |
| 1901-1902 | Thistles de Rat Portage    | MNWHA         | 2  | 0                | 0                | 0                | 0                |                  |   |                      |                      |                      |                      |                      |
| 1902-1903 | Thistles de Rat Portage    | MNWHA         | 5  | 5                | 0                | 5                | -                |                  |   |                      |                      |                      |                      |                      |
| 1903      | Thistles de Rat Portage    | Coupe Stanley |    |                  |                  |                  |                  | 2                | 0 | 0                    | 0                    | -                    |                      |                      |
| 1903-1904 | Thistles de Rat Portage    | MNWHA         | 12 | 12               | 2                | 14               | -                |                  |   |                      |                      |                      |                      |                      |
| 1904-1905 | Thistles de Rat Portage    | MHL           | 8  | 15               | 0                | 15               | 3                |                  |   |                      |                      |                      |                      |                      |
| 1905      | Thistles de Rat Portage    | Coupe Stanley |    |                  |                  |                  |                  | 3                | 3 | 0                    | 3                    | 3                    |                      |                      |
| 1905-1906 | Thistles de Kenora         | MHL           | 9  | 9                | 0                | 9                | -                |                  |   |                      |                      |                      |                      |                      |
| 1906-1907 | Thistles de Kenora         | MHL           | 6  | 5                | 0                | 5                | -                |                  |   |                      |                      |                      |                      |                      |
| 1907      | Thistles de Kenora         | Coupe Stanley |    |                  |                  |                  |                  | 4                | 1 | 0                    | 1                    | 6                    |                      |                      |
|           |                            |               |    |                  |                  |                  |                  |                  |   |                      |                      |                      |                      |                      |
| 1909-1910 | Nelson Hockey Club         | WKHL          |    |                  |                  |                  |                  |                  |   |                      |                      |                      |                      |                      |
|           |                            |               |    |                  |                  |                  |                  |                  |   |                      |                      |                      |                      |                      |
| 1912      | Millionnaires de Vancouver | PCHA          | 15 | 8                | 0                | 8                | 18               |                  |   |                      |                      |                      |                      |                      |
| 1912-1913 | Millionnaires de Vancouver | PCHA          | 14 | 10               | 3                | 13               | 30               |                  |   |                      |                      |                      |                      |                      |
| 1913-1914 | Millionnaires de Vancouver | PCHA          | 13 | 2                | 3                | 5                | 21               |                  |   |                      |                      |                      |                      |                      |
| 1914-1915 | Millionnaires de Vancouver | PCHA          | 17 | 2                | 3                | 5                | 32               |                  |   |                      |                      |                      |                      |                      |
| 1914-1915 | PCHA All-Stars             | Exhib.        | 2  | 0                | 0                | 0                | 0                |                  |   |                      |                      |                      |                      |                      |
| 1915-1916 | Millionnaires de Vancouver | PCHA          | 18 | 7                | 5                | 12               | 12               |                  |   |                      |                      |                      |                      |                      |
| 1916-1917 | Millionnaires de Vancouver | PCHA          | 23 | 7                | 4                | 11               | 34               |                  |   |                      |                      |                      |                      |                      |
| 1917-1918 | Millionnaires de Vancouver | PCHA          | 8  | 2                | 6                | 8                | 0                | 2                | 0 | 0                    | 0                    | 0                    |                      |                      |
| 1918      | Millionnaires de Vancouver | Coupe Stanley |    | -                | -                | -                | -                | -                |   | 5                    | 1                    | 0                    | 1                    | 9                    |
| 1919      | Millionnaires de Vancouver | PCHA          |    | 2                | 0                | 2                | 2                | 0                |   | 2                    | 1                    | 1                    | 2                    | 0                    |

## Palmarès
- Coupe Stanley
  - 17 et 21 janvier 1907
  - 16 et 18 mars 1907
  - 1918